# Piaseczno
Piaseczno là một thị trấn thuộc huyện Piaseczyński, tỉnh Mazowieckie ở trung-đông Ba Lan. Thị trấn có diện tích 16 km². Đến ngày 1 tháng 1 năm 2011, dân số của thị trấn là 42295 người và mật độ 2608 người/km².